# Bataille de Chancellorsville
Guerre de Sécession
Batailles
Campagne de Chancellorsville
- Chancellorsville
- 2e Fredericksburg
- Salem Church
- Raid de Stoneman

La bataille de Chancellorsville fut une des plus importantes batailles de la guerre de Sécession en 1863. Elle est aussi surnommée « Lee's perfect battle » (« la bataille parfaite de Lee ») en raison de sa tactique, risquée mais victorieuse, de diviser ses forces face à un ennemi largement supérieur en nombre et de mener une attaque de flanc.
La bataille mettait aux prises l'armée du Potomac commandée par le major général Joseph Hooker et l'armée de Virginie du Nord, moitié plus petite, commandée par le général Robert E. Lee assisté de  "Stonewall" Jackson. L'audace de Lee combinée à l'indécision de Hooker aboutirent à une défaite très sérieuse de l'Union.
La campagne de Chancellorsville débute lorsque l'armée du Potomac franchit la rivière Rappahannock, le matin du 27 avril 1863. Des combats intenses débutèrent le 1er mai et ne cessèrent qu'avec la retraite des soldats de l'Union dans la nuit du 5 au 6 mai.

## Forces en présence
Forces de l'Union

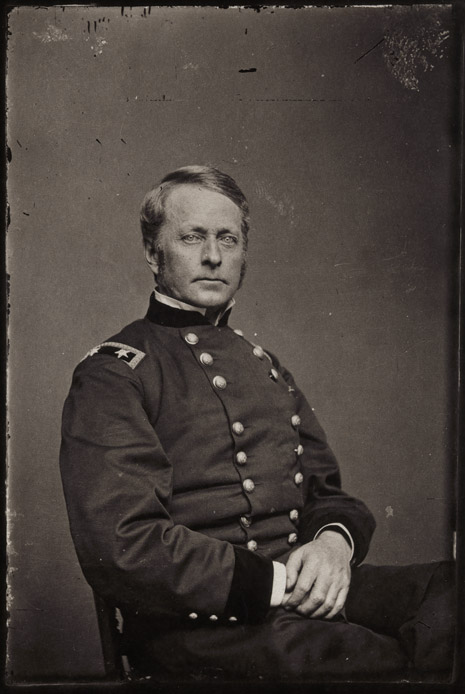
Le général Joseph Hooker, commandant de l'armée du Potomac, en 1863.

L'armée du Potomac, commandée par le major-général Joseph Hooker, est composée de 67 brigades.
- Ier corps du major-général John F. Reynolds.
- IIe corps du major-général Darius N. Couch.
- IIIe corps du major-général Daniel E. Sickles.
- Ve corps du major-général George G. Meade.
- VIe corps du major-général John Sedgwick.
- XIe corps du major-général Oliver Otis Howard.
- XIIe corps du major-général Henry W. Slocum.
- Corps de cavalerie du brigadier-général George Stoneman Jr.

 Forces de la Confédération

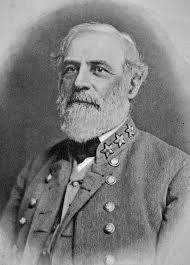
Le général Robert E. Lee, commandant de l'armée de Virginie du Nord, vers 1862-1863.

L'armée de Virginie du Nord, commandée par le général Robert E. Lee, est composée de 31 brigades.
- 1er corps du général Robert E. Lee[note 2].
- 2e corps du lieutenant-général Stonewall Jackson (b), puis du major-général A.P. Hill (b), puis du brigadier-général Robert E. Rodes, puis du major-général Jeb Stuart.

## Plans
Sur le papier, il s'agit d'un des affrontements les plus déséquilibrés de la guerre, L'Union ayant environ 130 000 soldats tandis que la Confédération ne disposait même pas de la moitié de ce nombre avec environ 60 000 soldats.
De plus, les forces de l'Union étaient bien mieux approvisionnées et sortaient reposées de plusieurs mois d'inactivité tandis que celles de Lee étaient éparpillées sur tout l'État de Virginie. De fait, 15 000 soldats de l'armée de Virginie de Nord ne purent arriver à temps pour aider Lee.

De surcroit, les plans de bataille de l'armée de l'Union étaient bien meilleurs que la plupart des précédents plans. L'armée partit de ses quartiers d'hiver autour de Fredericksburg, où elle était face à Lee de l'autre côté de la rivière Rappahannock. D'ailleurs, Joseph Hooker, commandant l'armée du Potomac, est particulièrement confiant (peut-être trop) comme en témoignent ses propos datant de l'hiver 1863 :
"J'ai la meilleure armée de la planète, la meilleure sur laquelle le soleil ait jamais brillé. Si l'ennemi ne fuit pas, puisse Dieu lui venir en aide. Puisse Dieu avoir pitié du général Lee car moi, je n'en aurai aucune."
Hooker envisageait un large encerclement de l'armée de Robert Edward Lee, envoyant quatre corps d'armée contourner celle-ci par l'ouest tandis que le gros des troupes devaient attaquer directement les Confédérés à travers Fredericksburg.
Pendant ce temps, 7 000 cavaliers commandés par le major-général George Stoneman devaient effectuer des raids dans les lignes arrière de la Confédération pour détruire les approvisionnements le long de la voie entre Richmond et Fredericksburg.
Cependant, en dépit de sa supériorité numérique et de l'ambition de ses plans, l'absence de généraux compétents à la tête de l'armée du Potomac ruina tous ses efforts.
Le 27 et le 28 avril, les quatre corps de l'armée du Potomac traversèrent les rivières Rappahannock et Rapidan en plusieurs endroits autour d'un hameau nommé Chancellorsville, tandis que la seconde armée de 30 000 hommes la traversait à Fredericksburg et que la cavalerie de Stoneman partait vers les lignes arrière de Lee.

## Le1ermai

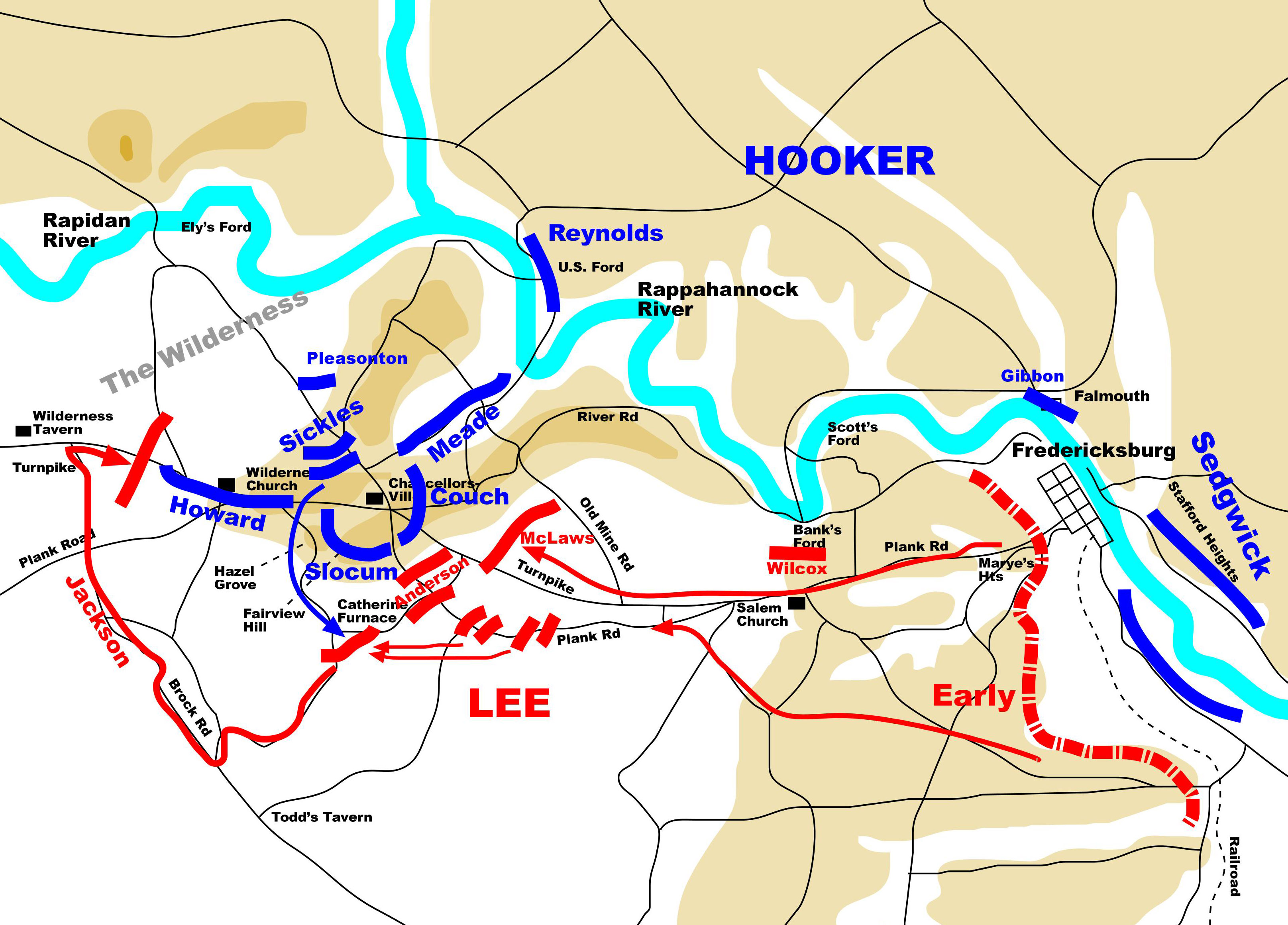
Bataille de Chancellorsville les 1 et 2 mai

Le 1er mai, le major-général Joseph Hooker avait environ 70 000 hommes et 108 canons concentrés autour de Chancellorsville, tandis que Lee essayait désespérément de regrouper ses forces. Il opposait 40 000 hommes, tandis que sur son aile droite, le major-général Jubal Anderson Early occupait les solides positions de Marye's Heights à Fredericksburg avec 12 000 hommes, cherchant à empêcher le major-général John Sedgwick d'attaquer l'arrière garde de Lee.
La densité de la végétation empêchait Hooker de déterminer la taille des forces de Early. De plus, Lee ordonna à celui-ci de déployer une activité importante et un feu continu pour tromper les Nordistes. Des combats eurent lieu près de Chancellorsville, les troupes de l'Union ayant beaucoup de problèmes à se mouvoir dans les résineux et fourrés caractéristiques du lieu. Ceci fut envisagé comme un des éléments-clé pour la victoire par les généraux de l'Union: si la bataille se déroulait dans les taillis, l'énorme avantage de l'armée nordiste sur le plan de l'artillerie était minimisé, celle-ci étant peu efficace sur ces terrains.
Toutefois, Hooker avait décidé auparavant de se battre défensivement et de forcer Lee, en infériorité numérique, à attaquer. En effet, à la bataille de Fredericksburg, l'armée de l'Union, offensive, avait subi une sanglante défaite alors qu'elle lançait des assauts successifs contre les Confédérés immobiles sur Marye's heights. Hooker savait que les sudistes ne pouvaient se permettre de telles pertes. Il demanda donc à ses hommes de faire retraite dans les sous-bois et de prendre une position défensive autour de Chancelorsville.
Il laissait ainsi le choix à Lee d'attaquer une position difficile ou de faire retraite, poursuivi par une armée supérieure en nombre.

## Le 2 mai
Lee accepta le défi et planifia une attaque pour le 2 mai. La nuit précédant l'assaut, Lee et son second, le lieutenant-général Stonewall Jackson, mirent au point un plan extrêmement osé et risqué.
Ils diviseraient leurs 40 000 hommes en deux. Jackson prendrait 28 000 hommes pour attaquer le flanc droit de l'Union. Pendant ce temps, Lee commanderait directement les 12 000 hommes restants et s'opposerait aux 70 000 hommes de Hooker à Chancellorsville.
Pour qu'un tel plan puisse réussir, trois conditions devaient être réunies. D'abord, Hooker devait rester sur la défensive, faute de quoi Lee ne pourrait le contenir. Ensuite, Early devait parvenir à repousser une éventuelle attaque de Sedgwick à Fredericksburg. Enfin, Jackson et ses 28 000 hommes devaient effectuer une marche de 18 kilomètres par des routes détournées pour contourner l'armée de l'Union, sans être repérés, afin de prendre les troupes Nordistes complètement par surprise.
Étonnamment, toutes ces conditions furent réunies. Grâce à la cavalerie du major-général Stuart, les manœuvres de Jackson et ses troupes, bien qu'elles prirent presque toute la journée, ne furent repérées qu'une seule fois par l'armée de l'Union alors que le détachement se retirait au sud de Chancellorsville. Cette information fut mal interprétée par Hooker qui pensa que la cavalerie nordiste de George Stoneman avait réussi à couper l'approvisionnement de Lee et que l'armée de celui-ci était sur le point de faire retraite.
Il resta donc sur ses positions sans envisager de déclencher une attaque massive et se contenta d'envoyer son 3e corps de 13 000 hommes commandé par le major–général Sickles. Celui-ci captura quelques miettes du IIe Corps de Jackson puis s'arrêta. De surcroît, John Sedgwick et Joseph Hooker se retrouvèrent dans l'impossibilité de communiquer à cause d'une panne de télégraphe entre Fredericksburg et Chancellorsville. Quand Hooker réussit enfin à ordonner à Sedgwick, tard dans la soirée du 2, d'attaquer Early, celui-ci ne le fit pas, pensant que Early disposait de plus d'hommes qu'il n'en avait réellement.
La principale raison de la réussite du plan de Lee fut l'incompétence du commandant du XIe Corps d'armée de l'Union, le major-général Oliver Otis Howard, qui se trouvait sur l'aile droite de l'armée du Potomac. En effet, il négligea de prendre des précautions défensives malgré les ordres de Hooker. L'aile droite n'était aucunement abritée et la seule précaution contre une attaque de flanc consistait en deux canons dirigés vers les fourrés. Pour aggraver les choses, le XIe Corps était une unité peu entraînée, composée presque entièrement d'immigrants allemands, dont certains ne parlaient pas anglais.
À 16 h 30, les 28 000 hommes de Jackson sortirent des fourrés et prirent les soldats de Howard totalement par surprise tandis que la plupart d'entre eux était occupée à cuisiner. Plus de 4 000 furent faits prisonniers avant d'avoir pu tirer un coup de feu et la plupart des autres partirent en déroute. Une seule des divisions du XIe Corps offrit une résistance temporaire.
À la tombée du jour, le IIe Corps de Jackson avait progressé de plus de 3 km, jusqu'à se trouver en vue de Chancellorsville et n'était plus séparé de l'armée de Lee que par le corps d'armée de Sickles qui se trouvait toujours à l'endroit où s'était achevée son attaque du matin.
Hooker lui-même avait été légèrement blessé, au plus fort des combats, quand un boulet avait atteint le pilier contre lequel il s'appuyait à son QG. Bien que très handicapé, il refusa de transmettre le commandement à son second, le général Darius Nash Couch et ceci fut dommageable au commandement de l'armée de l'Union les jours suivants, car sa blessure le rendit particulièrement nerveux et perturba son jugement.

## Nuit du 2 au 3 mai
Hooker, dubitatif quant à la capacité de Sickles à conserver le saillant conquis dans les positions sudistes, ramena son IIIe Corps d'armée à Chancellorsville pendant la nuit.
Cela donna deux avantages considérables aux Confédérés. D'abord, les forces de Lee et celles de Jackson purent faire leur jonction. Ensuite, les sudistes purent prendre sans combattre le contrôle d'une clairière élevée appelée Hazel Grove, un des rares endroits où l'artillerie pouvait être efficace.
Sickles fut amer de devoir laisser ainsi le champ libre à l'ennemi. Ses insubordinations à Peach Orchard lors de la bataille de Gettysburg un mois plus tard peuvent être plus facilement appréciées à cette lumière.
Cette même nuit, Jackson, qui était en reconnaissance à cheval, fut pris sous un feu ami et blessé. Bénigne au premier abord, sa blessure fut aggravée par une pneumonie qu'il contracta lors de l'amputation de son bras et il mourut le 10 mai, au grand désespoir de tout le camp confédéré.

## Le 3 mai

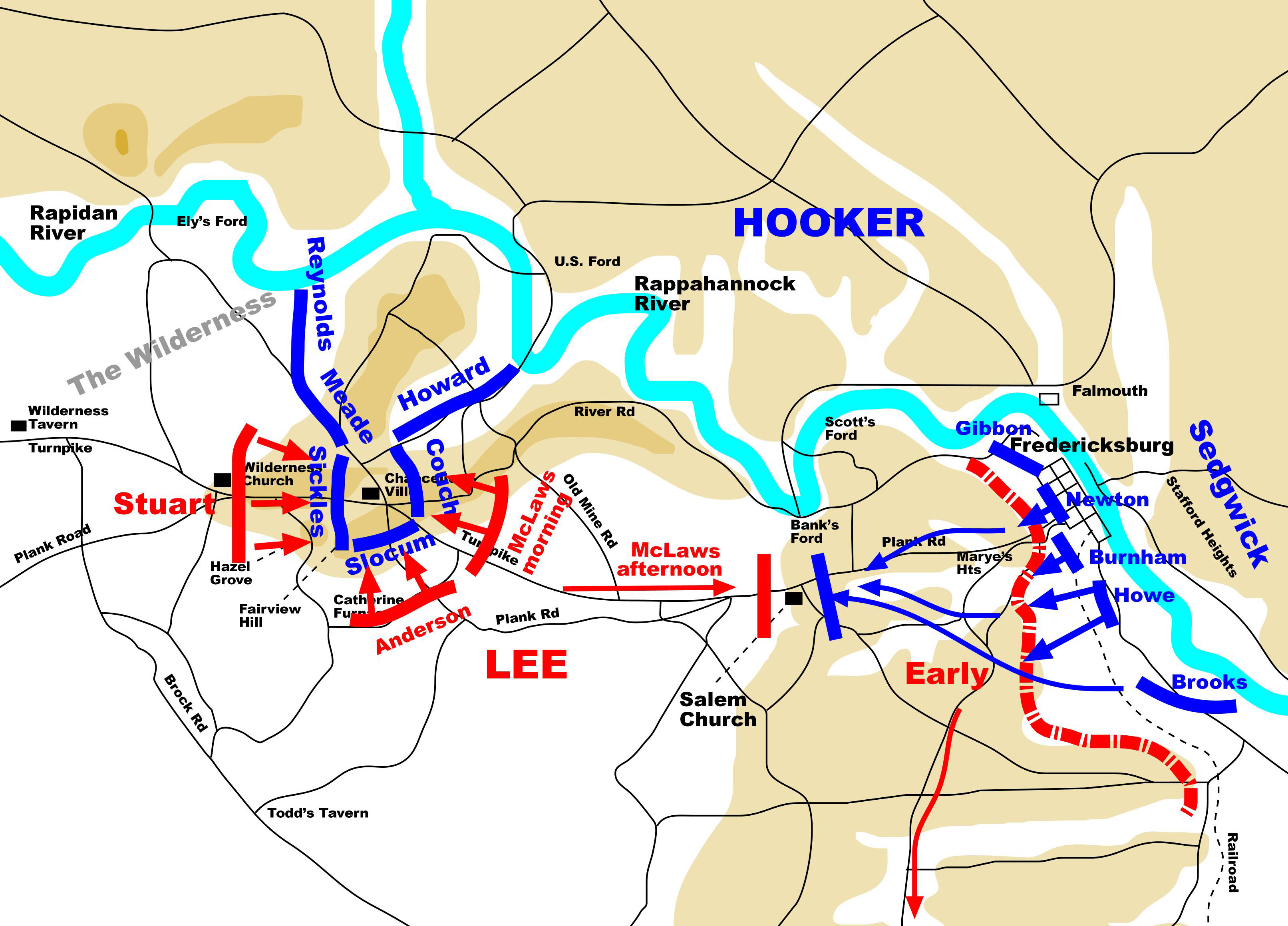
Bataille de Chancellorsville le 3 mai

Le 3 mai, le major-général Ambrose Powell Hill qui avait remplacé Jackson blessé à la tête du 2e Corps d'armée fut blessé. Il prit conseil auprès du brigadier-général Robert Emmett Rodes, le second plus âgé du corps, qui soutint sa décision de demander à James Ewell Brown Stuart de le remplacer. Ce changement fut signalé à Lee.
Stuart, cavalier intrépide, se montra aussi un bon chef d'infanterie. Il décida de lancer un assaut massif sur l'ensemble du front. Il plaça son artillerie sur Hazel Grove ce qui lui permit de bombarder celle de l'Union. Des combats féroces s'engagèrent en soirée quand Stuart lança ses troupes à l'assaut des lignes Nordistes qui perdaient doucement pied sous la pression et à cause d'un manque d'approvisionnement et de renforts. Le soir même, les Confédérés avaient capturé Chancellorsville et Hooker dut regrouper ses troupes épuisées sur des positions défensives autour de leur seule voie de retraite possible.
La bataille était encore indécise. Au plus fort des combats, Hooker avait encore ordonné à Sedgwick d'attaquer l'arrière-garde de Lee et une fois de plus celui-ci avait tergiversé avant de ne rien faire. Au soir du 3 mai il se décida enfin à attaquer la position de Early, que celui-ci avait abandonnée à la suite d'un ordre de Lee mal interprété, et la conquit, trop tard dans la journée pour pouvoir aider Hooker.
Seule une brigade de troupes de l'Alabama commandée par le brigadier-général Cadmus Wilcox se mit en travers de leur route sur l'Orange Plank Road, à l'ouest de Fredericksburg et réussit à retarder encore une avance déjà extrêmement lente. Des renforts commandés par le major-général Lafayette McLaws arrivèrent de Chancellorsville tard dans la nuit et rejoignirent Wilcox à l'église de Salem, 6 km à l'ouest de Fredericksburg, où ils réussirent à empêcher Sedgwick de rejoindre Chancellorsville.
Les combats du 3 mai furent parmi les plus engagés de la guerre et auraient pu à eux seuls être considérés dans la liste des batailles les plus sanglantes. Environ 18 000 hommes, également répartis dans les deux camps, furent tués ou blessés ce jour-là.

## Du 4 au 6 mai

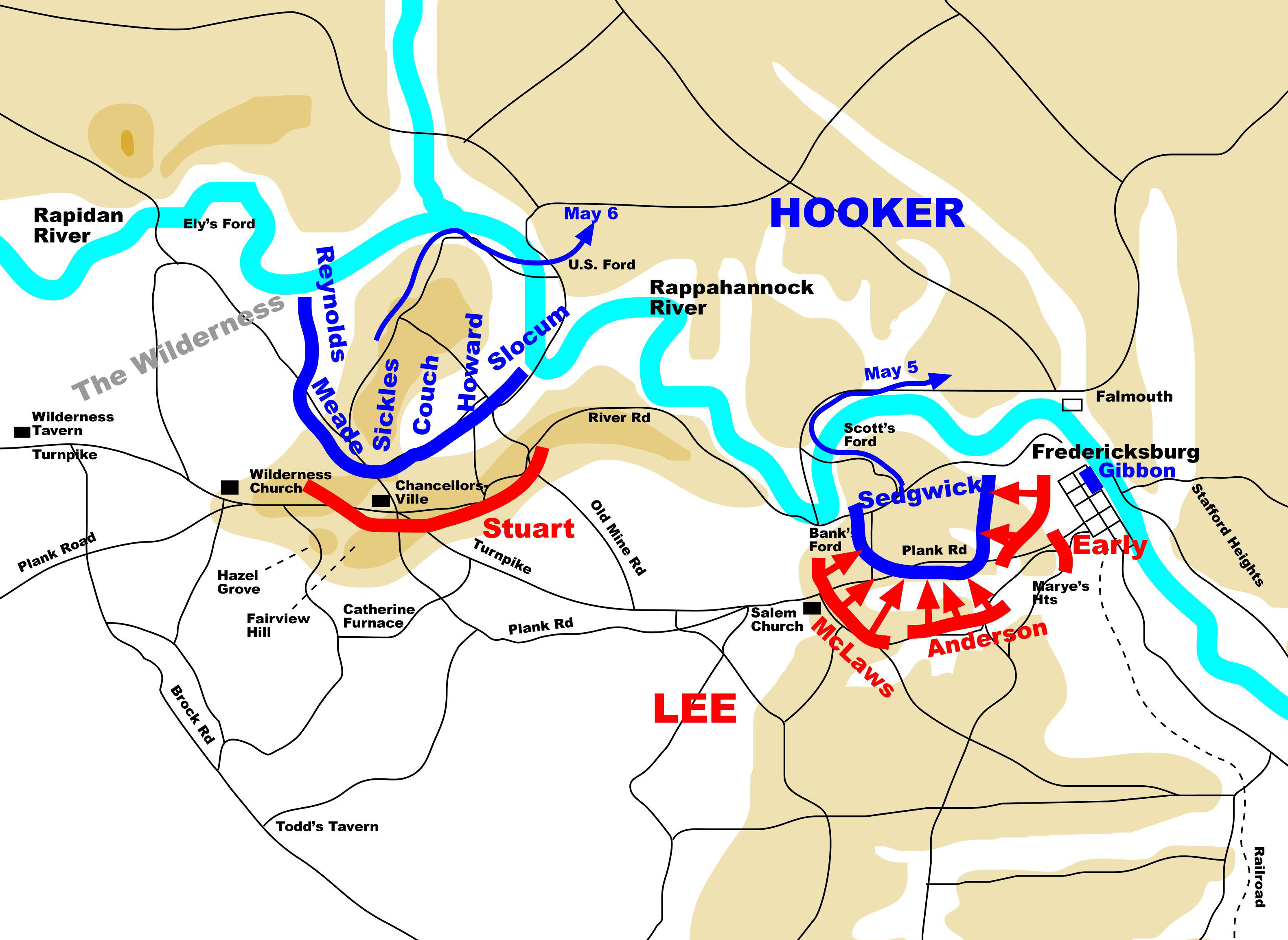
Bataille de Chancellorsville du 4 au 6 mai

Toute la nuit du 3 et toute la journée du 4, Hooker resta retranché sur ses positions, tandis que Lee et Early attaquaient Sedgwick. Ce dernier, après avoir pris les défenses de Early, négligea de sécuriser Fredericksburg. Le général confédéré et son détachement, revenant sur leurs pas, réoccupèrent les hauteurs à l'ouest de la ville et divisèrent les forces de Sedgwick. Pendant ce temps, Lee ramena la division du major-général Richard Heron Anderson depuis le front de Chancellorsville et put renforcer McLaws avant que les nordistes ne réalisent qu'ils étaient très supérieurs en nombre.
Sedgwick se montra aussi obstiné en défense qu'il avait été hésitant à attaquer et il résista ce jour-là avant de se replier au nord de la Rappahannock, à l'aube du 5 mai, en passant par Banks' Ford. Il s'agissait en réalité d'une nouvelle erreur de communication entre les deux généraux nordistes. Hooker voulait que Sedgwick tienne Banks' Ford pour pouvoir se retirer de Chancellorsville et retraverser la rivière à cet endroit pour contre-attaquer. Quand il apprit que Sedgwick avait quitté la rive sud, Hooker pensa qu'il n'avait plus aucune possibilité de gagner la bataille et, dans la nuit du 5 au 6, il fit à son tour retraite au nord de la rivière.

## Bilan

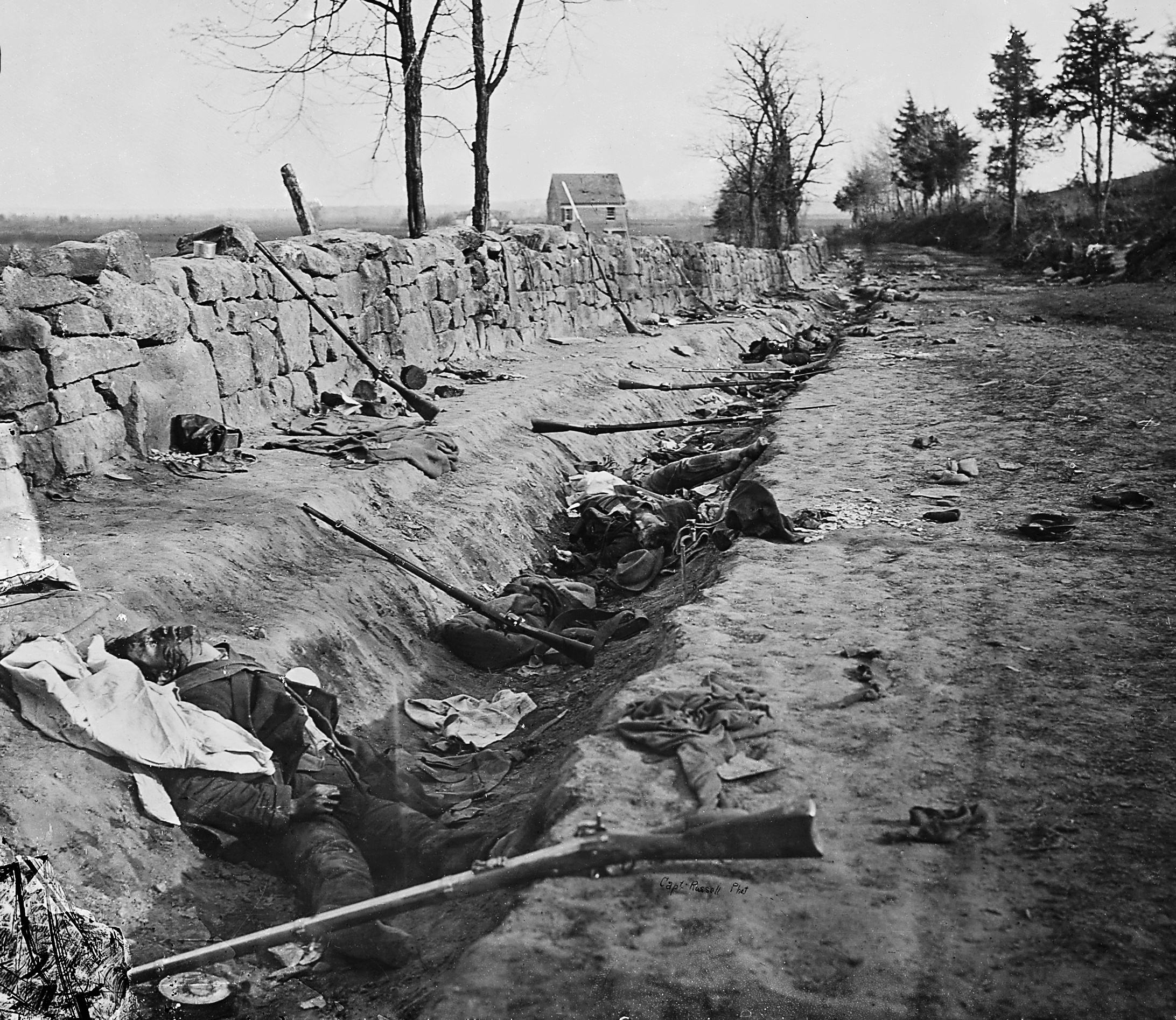
Morts confédérés à Chancellorsville.

Le raid de Stoneman,  une incursion dans le centre et le sud de la Virginie qui a débuté le 13 avril, se solde par quelques résultats peu probants autour de Richmond. George Stoneman revient dans les lignes de l'armée de l'Union le 7 mai, terminant la campagne.
Une caractéristique notable de la bataille fut les terribles conditions de combat, que Heros von Borcke, un officier Prussien combattant du côté des Confédérés rapporte dans ses mémoires : les soldats se perdaient dans les fourrés inextricables de la « Wilderness », où de nombreux incendies, provoqués par les obus, se produisirent. Des cas de soldats brûlés vifs furent rapportés.
Lee, bien que combattant à 2 contre 5, remporta sa plus grande victoire de la guerre mais celle-ci eut un prix très élevé. Plus de 13 000 soldats confédérés sur 52 000 furent mis hors de combat, soit 25 % des troupes engagées. La Confédération, de population limitée, ne pouvait pas remplacer ces soldats aussi facilement que l'Union. Lee perdit également plusieurs de ses meilleurs généraux, au premier rang desquels Thomas "Stonewall" Jackson, son général le plus offensif, dont la perte allait se faire sentir quelques semaines plus tard lors de la bataille de Gettysburg.
Sur les 90 000 soldats de l'Union qui engagèrent les hostilités, seuls 17 000 (en prenant en compte les 4 000 hommes du XIe corps qui se rendirent sans combattre dans la panique initiale du 2 mai) furent mis hors de combat dans la bataille, soit un taux de perte bien inférieur à celui des Confédérés.
L'affrontement lui-même montra que les armées de l'Union avaient atteint un niveau comparable aux armées jusqu'alors supérieures de Lee, ce qui serait à nouveau démontré, en juillet 1863, à la bataille de Gettysburg. Celle-ci fut une conséquence directe de la bataille de Chancellorsville car Lee, ragaillardi par la victoire, se sentit invincible ce qui le décida à poursuivre son avantage en attaquant la Pennsylvanie.
L'Union fut choquée par la défaite. Apprenant la nouvelle, Abraham Lincoln aurait dit : « Mon Dieu ! Mon Dieu ! Que dira le pays ? »
Les carrières de quelques généraux souffrirent de la bataille. Hooker limogea Stoneman pour incompétence. Couch fut tellement dégoûté par le commandement de Hooker, ainsi que par ses manœuvres politiques permanentes, qu'il démissionna et fut nommé responsable de la milice de Pennsylvanie.
Hooker lui-même fut limogé le 28 juin, juste avant la bataille de Gettysburg.

## Causes de la débâcle
Hooker, qui débuta la campagne en disant qu'il avait « 80 chances sur 100 d'être vainqueur », perdit la bataille à cause de son indécision, de problèmes de communication, de l'incompétence de ses généraux (en particulier Howard, Stoneman et Sedgwick). Hooker fit également plusieurs erreurs, telles que l'abandon de son offensive du 1er mai et l'ordre donné à Sickles de laisser Hazel Grove et de se replier le 2 mai. Il négligea aussi le placement de ses troupes : environ 40 000 de ses hommes ne tirèrent pas un coup de feu pendant la bataille. Quand on lui demanda plus tard pourquoi il ordonna l'arrêt de l'avancée le 1er mai, il répondit : « Pour la première fois, j'ai perdu foi en Hooker ».
La tactique de Hooker de forcer Lee à l'attaquer était certainement bonne dans son concept mais la manière dont elle fut appliquée par lui et son état-major fut catastrophique.
Lee, de son côté, mena la bataille de manière "parfaite", prenant le risque payant de séparer son armée en deux, créant ainsi une supériorité numérique locale.